# Heinrich Carl Esmarch

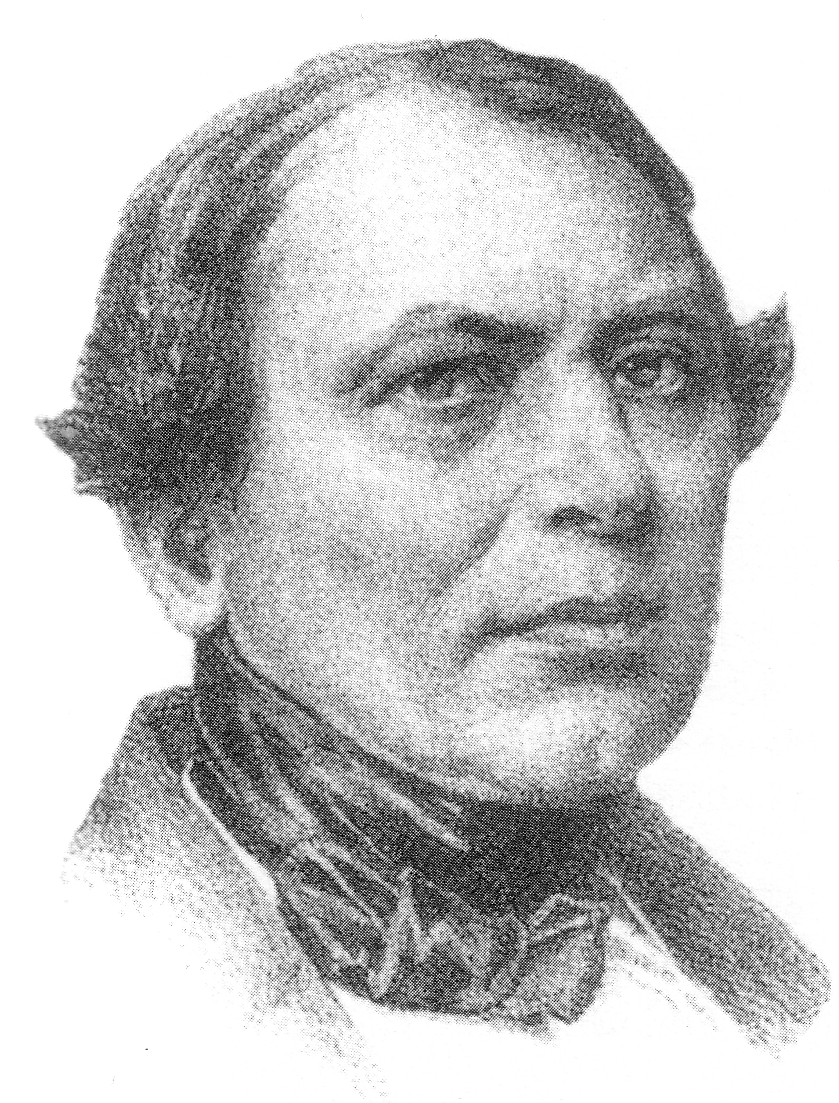
Heinrich Carl Esmarch

Heinrich Carl Esmarch (* 4. September 1792 in Holtenau, heute ein Stadtteil von Kiel; † 15. April 1863 in Frankfurt (Oder)) war ein deutscher Jurist und Mitglied der Frankfurter Nationalversammlung.

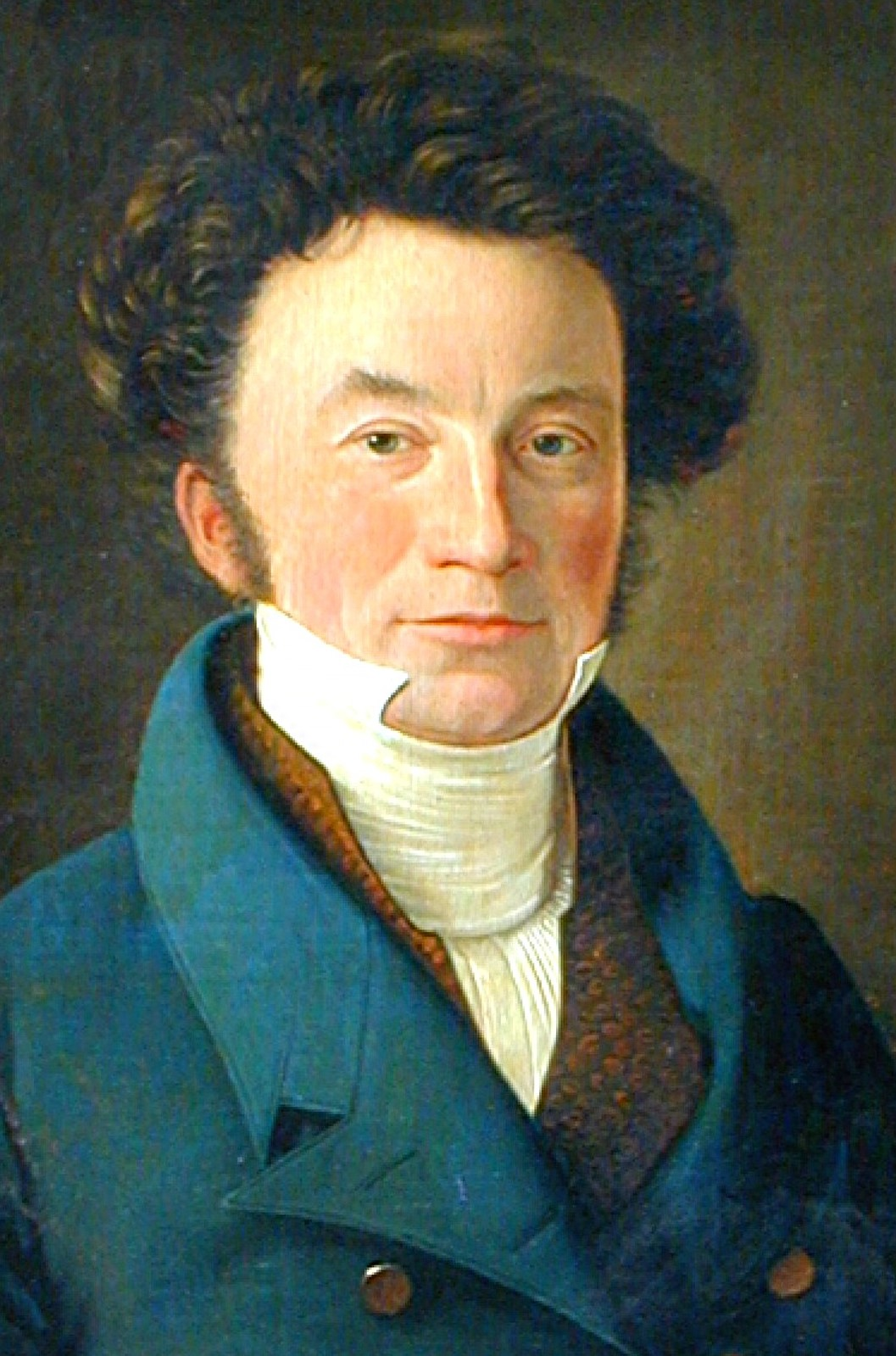
H. C. Esmarch von C. W. Eckersberg gemalt (ca. 1822)

## Leben
Esmarch wurde als Sohn des Justizrates und Zollverwalters Christian Hieronymus Esmarch und dessen Frau Christine Henriette Friederike, geb. Niemann, geboren.
1809 begann Esmarch sein Studium der Rechtswissenschaft in Kiel und Heidelberg. 1811 wurde er dort Mitglied des Corps Holsatia Heidelberg und beendete ein Jahr darauf sein Studium. 1813 promovierte er in Kiel für Recht und wurde im selben Jahr Senator am Stadtgericht Kiel. 1816 folgte dann seine Tätigkeit als Sekretär der Schleswig-Holstein-Lauenburgischen Kanzlei in Kopenhagen. 1821 wurde er dort 1821 Chef des Sekretariatskontors für das 1. und 2. Departement der Schleswig-Holstein-Lauenburgischen Landschaft.
1823 bis 1830 war er Hardesvogt der Südharde des Amtes Sonderburg. Er wurde 1823 als Vogt des Amtes Sonderburg auf Alsen berufen, ebenso wurde er Bürgermeister von Sonderburg und Bürgermeister der Stadt Sonderburg aus Alsen.
1830 wurde er Obergerichtsrat am Schleswigschen Obergericht Gottorf. Vier Jahre später war er ebenda 2. Obergerichtsrat und Etatrat. 1837 begann er zugleich bei den Schleswig-Holsteinschen Anzeigen mitzuarbeiten. Ab 1842 war er Abgeordneter der Stadt Sonderburg bei den Schleswigschen Provinzialständen, was er bis 1846 blieb. 1847 wurde er Mitarbeiter der Deutschen Zeitung in Heidelberg und ein Jahr darauf Mitglied der Vereinigten Schleswig-Holsteinischen Ständeversammlung.
Am 18. Mai 1848 wurde er Mitglied der Nationalversammlung. Gewählt wurde er im 5. Wahlbezirk Husum. Er gehörte zum linken Zentrum und der Fraktion Augsburger Hof an. Ab dem 29. Mai 1848 war er Mitglied des Ausschusses für völkerrechtliche und internationale Fragen. Seine Mitgliedschaft bei der Nationalversammlung endete am 24. Mai 1849, anschließend nahm er am Gothaer Nachparlament teil.
1850 wurde er provisorischer Bürgermeister von Rendsburg, aber bereits ein Jahr darauf wurde er seines Amtes enthoben, da er von der Amnestie für die Schleswig-Holsteinischen Erhebung ausdrücklich ausgeschlossen und ausgewiesen worden war. 1852 wurde er Kreisgerichtsrat in Stettin und später in Stralsund. 1854 wurde er in Greifswald Appellationsgerichtsrat. Von der dortigen Universität wurde ihm 1856 die Ehrendoktorwürde verliehen. 1857 verließ er Greifswald und ging, weiterhin in der Funktion als Appellationsgerichtsrat, nach Frankfurt (Oder).
Etliche Städte haben Heinrich Carl Esmarch postum durch eine Straßenbenennung gewürdigt, so beispielsweise Altona.
Von seinen Kindern sind namentlich bekannt:
- Karl Esmarch, Jurist und Hochschullehrer;
- Marie von Wartenberg, Malerin.

## Sonstiges
- Esmarch und sein Porträtist C. W. Eckersberg lernten sich in Kopenhagen kennen. Das Gemälde, Öl auf Leinwand 59,5 × 48,5 cm, wurde Ende des Jahres 1822 an den 30-jährigen Esmarch ausgeliefert, als er Kopenhagen verließ.

## Werke
- Praktische Darstellung des Strafverfahrens im Herzogthum Schleswig. Königliches Taubstummen-Institut, Schleswig 1840 (Digitalisat).
- Über die Reform der Gerichtsverfassung im Herzogthume Schleswig. Königliches Taubstummen-Institut, Schleswig 1844 (Digitalisat).
- Das im Herzogthume Schleswig geltende bürgerliche Recht. Königliches Taubstummen-Institut, Schleswig 1846 (2. Aufl. 1854).